# Townsendia condensata
Townsendia condensata là một loài thực vật có hoa trong họ Cúc. Loài này được Parry miêu tả khoa học đầu tiên năm 1874.